# Saint-Sulpice (Paesi della Loira)
Saint-Sulpice è un comune francese di 234 abitanti situato nel dipartimento della Mayenne nella regione dei Paesi della Loira.

## Società

### Evoluzione demografica
Abitanti censiti